# Vage verzameling
Vage verzamelingen zijn verzamelingen, waarvan de elementen graden van lidmaatschap kennen. Vage verzamelingen zijn door Lotfi A. Zadeh geïntroduceerd (1965) als een uitbreiding van het klassieke begrip van een verzameling. In de klassieke verzamelingenleer, wordt het lidmaatschap van de elementen in binaire termen beoordeeld volgens een bivalentie principe - een element behoort of wel of niet tot een verzameling. In contrast daarmee staat de vage verzamelingentheorie een geleidelijke evaluatie toe van het lidmaatschap van elementen in een verzameling; dit wordt beschreven met behulp van een lidmaatschapfunctie, die wordt gewaardeerd op het reële eenheidsinterval [0, 1]. Vage verzamelingen veralgemenen de klassieke verzamelingen, aangezien de indicatorfuncties van de klassieke verzamelingen speciale gevallen zijn van de lidmaatschapfuncties van de vage verzamelingen, indien deze laatste alleen de waarden 0 of 1 kunnen aannemen. Klassiek bivalente verzamelingen worden in de vage verzamelingentheorie gewoonlijk scherpe (Engels:"crisp") verzamelingen genoemd.

## Voetnoten
1. ↑   L.A. Zadeh (1965) "Fuzzy sets" (Vage verzamelingen). Information and Control 8 (3) 338-353.
2. ↑   D. Dubois en H. Prade (1988) Fuzzy Sets and Systems (Vage verzamelingen en systemen). Academic Press, New York.